# Большой серый киви
Большо́й се́рый ки́ви, или большой пятнистый киви (лат. Apteryx haastii), — новозеландская эндемичная птица. Самый крупный из видов, относящихся к единственному роду Apteryx в семействе Apterygidae в отряде кивиобразных (Apterygiformes). Маорийское название этой птицы — ророа.

## Общая характеристика
Большой серый киви достигает длины 50—60 см. Выражен половой диморфизм. Самки значительно крупнее самцов, весят от 1530 до 3270 г; длина клюва у них варьирует от 125 до 135 мм. Самцы весят от 1215 до 2610 г; длина клюва варьирует от 90 до 100 мм
Характерной чертой этого вида является то, что самка откладывает всего одно яйцо в год. Насиживают его оба родителя.
Населяет гористые части Южного острова. Встречается от горных лесов до альпийских лугов.Днём прячется в вырытой норе, которая представляет собой настоящий лабиринт с несколькими выходами.

## Степень угрозы существованию
Большой серый киви занесён в международную Красную Книгу со статусом уязвимый (VU).
Популяция оценивается в 14000 особей. Из-за труднодоступности мест обитания для инвазивных видов хищников популяция большого серого киви сокращается медленнее всего — на 2 % в год.

## Происхождение научного названия
Видовое название образовано от слов:
- Apteryx от древнегреческого A — без, нет, и pteryx — крыло (то есть бескрылые)
- haasti — от имени Юлиуса фон Хааста, куратора Музея Кентербери[англ.] в Крайстчерче.

## Генетика
Молекулярная генетика
- Депонированные нуклеотидные последовательности в базе данных EntrezNucleotide, GenBank, NCBI, США: 76 (по состоянию на 18 февраля 2015).
- Депонированные последовательности белков в базе данных EntrezProtein, GenBank, NCBI, США: 74 (по состоянию на 18 февраля 2015).